# Falls Road
Falls Road (in irlandese: Bóthar na bhFál) è la strada principale di un'area residenziale irlandese prevalentemente cattolica e di ispirazione repubblicana a ovest del centro della capitale dell'Irlanda del Nord Belfast. Nel quartiere si trova la zona di Shankill fortemente protestante-unionista intorno a Shankill Road, da cui la zona di Falls è separata da recinzioni, le cosiddette Peace Lines, per separare le due comunità.

## Storia
Il quartiere era tradizionalmente fortemente socialista (il socialista e unionista scozzese-irlandese James Connolly ha vissuto qui per un certo periodo). Da Falls Road, i repubblicani filo-irlandesi iniziarono la loro campagna per maggiori diritti civili in Irlanda del Nord (ad esempio, pari opportunità nel mercato del lavoro) e per porre fine alla loro discriminazione alla fine degli anni '60. Gli unionisti radicali filo-britannici si opposero a loro. Falls Road divenne uno dei principali teatri della guerra civile nordirlandese, i cosiddetti Troubles, soprattutto nel 1969 e nel 1970. L'esercito britannico fu inviato nel quartiere per disinnescare la situazione, ma dopo che i repubblicani si fidarono inizialmente della loro neutralità, fu sempre più percepito come una potenza occupante. In risposta agli attacchi dell'organizzazione estremista Provisional IRA, l'esercito impose un coprifuoco di tre giorni nell'area all'inizio del luglio 1970 (Curfew Falls). Durante il periodo di massima esposizione dei Troubles, ci furono ripetuti scontri a fuoco tra l'esercito e l'Official IRA. Le truppe britanniche sono rimaste presenti nell'area fino al 2005.

## Gaeltacht Quarter
La lingua irlandese è ampiamente parlata nell'area di Falls Road a causa del suo trascorso repubblicano irlandese ed è quindi anche conosciuta come il Gaeltacht Quarter di Belfast.